# Micromeria juliana
Micromérie du mont Saint-Julien, Sarriette du mont Saint-Julien
Espèce
La Micromérie du mont Saint-Julien ou Sarriette du mont Saint-Julien (Micromeria juliana) est une espèce de plantes de la famille des Lamiacées.